# 왁스호 전투
왁스호 학살(The Waxhaw Massacre) 또는 왁스호 전투(Battle of Waxhaws)는 미국 독립 전쟁 중 1780년 5월 29일, 사우스캐롤라이나의 랭커스터에서 에이브러햄 뷰포드 대령이 이끄는 대륙군과 배내스터 탈턴 중령이 이끄는 영국군, 왕당파군이 무력으로 충돌한 전투이다. 영국군이 전투에 승리했지만, ‘학살’이라는 평가를 받으며, 미국 남부의 여론을 등 돌리게 하여 실패의 원인이 되었다.

## 배경
뷰포드 대령은 350명 내지 380명의 버지니아 대륙군(제3 버지니아 분대 : 제7 버지니아 연대, 제2 버지니아 연대의 2개 중대와 2문의 6파운드 대포)를 이끌고 사우스캐롤라이나 찰스턴에서 포위된 대륙군을 구원하러 나섰다. 찰스턴에 도착하기 전에 이미 영국군에 찰스턴이 함락된 것을 알고서, 버지니아로 발길을 돌렸다. 하지만 영국군 배내스터 탈턴 중령은 사우스캐롤라이나 식민지 지사 존 러틀리지가 뷰포드와 동행하고 있다는 정보를 입수했다. 러틀리지를 잡기 위해 탈턴은 추적을 시작했다. 그의 부대는 130명의 기병 군단, 100명의 승마 보병으로 230여명에, 3파운드 포 1문을 가지고 있었다. 실제 전투는 앞서 간 기병 60명과 승마 보병 60명 그리고 그들을 따라 잡았던 30명의 기병과 몇몇 보병만 추가 되었다.

## 전투
1780년 5월 29일, 탈턴은 현재 사우스캐롤라이나 뷰포드에 있는 교차로 왁스호에서 뷰포드의 부대를 따라 잡았다. 이때 이미 러틀리지 지사는 이미 뷰포드 부대에서 떨어져 나간 뒤였다.

## 같이 보기
- 미국 독립 전쟁